# Фиш и Чип. Вредные друзья
«Фиш и Чип. Вредные друзья» (англ. Fish N Chips: The Movie; Fish N Chips, Best Enemies Forever) — канадский анимационный фильм 2013 года режиссёра Дэна Креча по сценарию Али Линетт-Креч, снятый студиями Uncork'd Entertainment и Fish 'n Chips Productions и вышедший в прокат 1 мая 2013 года. В России фильм был показан в кинотеатрах 11 июля 2019 года.

## История
Фильм был выпущен на английском языке в Канаде и США 1 мая 2013 года, в Турции — 30 мая 2014 года, в России и Украине — 11 июля 2019 года. Согласно Кинориум, фильм планируется выпустить в Бахрейне, Бразилии и ОАЭ. В Бахрейне сборы составили 10 395 долларов США, а в ОАЭ — 119 023 долларов США.

## Сюжет
Гоняется за рыбной чтобы снять с неё клык и отнести отцу